# Sœurs des démunis
Les Sœurs des démunis forment une congrégation religieuse féminine hospitalière et enseignante de rite syro-malabar et de droit pontifical. 

## Histoire
La congrégation est fondée sous le nom de sœurs des pauvres à Chunangamvelly au Kerala par le Père Varghese Payyappilly pour venir en aide aux malades pauvres et aux jeunes sans défense au sein de l'Église catholique de rite syro-malabar. L'approbation diocésaine est accordée le 19 mars 1927 par l'archéparchie d'Ernakulam-Angamaly (it) ; jour considéré comme la date officielle de la fondation.
En 1933, les religieuses adoptent le nom de sœurs des démunis puisqu'il n'y avait aucune autre congrégation avec ce nom contrairement à celui de sœurs des pauvres. L'institut se propage rapidement à travers l'Inde. Au milieu du XXe siècle, Il est présent dans les diocèses indiens de Changanacherry, Kothamangalam, Delhi, Simla, Chanda, Madras et Ootacamund.
L'institut est reconnu de droit pontifical le 22 mai 1989 par Jean-Paul II.

## Activités et diffusion
Les sœurs se consacrent au travail hospitalier et social en faveur des pauvres, à l'aide des enfants maltraités, à l'assistance des sans-abris, aux familles des campagnes. Elles aident les malades en phase terminale, aux patients atteints de cancer et du SIDA. Elles ont des centres pour les toxicomanes, des soins pour les prisonniers et certaines écoles pour les enfants pauvres.
Elles sont surtout présentes en Inde mais possèdent également des maisons en: 
- Europe : Allemagne, Italie, Suisse.
- Amérique : États-Unis, Pérou.
- Afrique : Madagascar.

La maison généralice se trouve à Aluva. 
En 2015, la congrégation comptait 1447 sœurs dans 220 maisons.